# Джасим
Джа́сим (араб. جاسم‎) — город на юге Сирии, расположенный на территории мухафазы Даръа. Входит в состав района Изра.

## Географическое положение
Город находится в западной части мухафазы, на высоте 631 метра над уровнем моря.

Джасим расположен на расстоянии приблизительно 38 километров к северо-северо-западу (NNW) от города Даръа, административного центра провинции и на расстоянии 55 километров к юго-юго-западу (SSW) от Дамаска, столицы страны. Ближайший аэропорт расположен в городе Эс-Сувейда.

## Население
По данным переписи 2004 года численность населения города составляла 31 683 человек.

## Известные уроженцы
- Абу Таммам — средневековый арабский поэт.
- Ваэль аль-Халки — премьер-министр Сирии.